# Lavigera nassa
Lavigera nassa је пуж из реда Sorbeoconcha и фамилије Thiaridae.

## Угроженост
Ова врста није угрожена, и наведена је као последња брига јер има широко распрострањење.

## Распрострањење
Ареал врсте је ограничен на мањи број држава. 
Врста има станиште у Бурундију, Замбији, ДР Конгу, и Танзанији.

## Станиште
Станишта врсте су језера и језерски екосистеми и слатководна подручја.